# Бодаев, Венедикт Арсеньевич
Бодаев Венедикт Арсеньевич (13 марта 1861, Моршанск — 1933) — русский революционер, народоволец.

## Биография
Родился 13 марта 1861 года в семье крестьянина деревни Антоново Рыбинского уезда Ярославской губернии. В 1880 году окончил Рязанскую гимназию и поступил в Петербургский университет на естественное отделение физико-математического факультета. В 1882 году перешёл на юридический факультет. В гимназии и университете учился вместе с Н. М. Флёровым, был его самым близким другом.

«Ещё на гимназической скамье они много занимались, вымуштровали себя, выработали в себе чувство ответственности за свои действия, наметили целый план конспиративных правил, которыми немало пользовался и я. Оба они поступили на естественный факультет. Но университет для них был не целью, а средством, а потому через два года они перешли на юридический факультет. Оба они были связаны узами тесной дружбы, идейно спелись, хотя Флеров был по характеру более спокойный и более ровный, а Бодаев более экспансивный. Никто из них один без другого не принимал серьёзных решений».— И. И. Попов
В 1880 году вступил в партию «Народная воля». Входил в студенческий кружок, руководителем которого была Софья Перовская. Лично знал Желябова, Исаева, Златопольского, Каковского, Гриневицкого, Франжоли. Вёл пропаганду среди рабочих, печатал на гектографе прокламации. Участвовал в студенческой демонстрации 8 февраля 1881 года, был приговорён университетским судом к аресту на 7 дней. Входил в «Подготовительную группу партии Народной воли». Исполнял поручения Михаила Грачевского, покупал азотную и серную кислоту для изготовления динамита.
В 1882 году вместе с Флёровым преобразовал «Подготовительную группу партии Народной воли» в Рабочую группу. В 1884 году был одним из лидеров Молодой партии «Народной воли».
3 апреля 1884 года был арестован и в 1885 году в административном порядке выслан в Пронск Рязанской губернии. Отбывал воинскую повинность в Средней Азии.
В 1887 году вернулся в Рязань, служил письмоводителем в конкурсном управлении по делам Михайловского городского банка. В 1889 — 1890 годах жил в Рязани, поддерживал связь с петербургской народовольческой организацией. В 1893 году вступил в партию «Народное право».
В 1898 — 1899 годах жил в Дерпте, сдал экзамены за курс юридического факультета университета.
С 1899 года жил в Баку, служил помощником присяжного поверенного при Бакинском окружном суде. Участвовал в издательской деятельности бакинской организации РСДРП. Оказывал юридическую помощь Бакинскому союзу нефтепромышленных рабочих. С осени 1903 года по октябрь 1905 года служил секретарём в конторе «Товарищества братьев Нобель». С октября 1905 года по февраль 1921 года был помощником юрисконсульта в Бакинской городской управе, затем в Совете городского хозяйства. С 1921 года служил в Азербайджанском статистическом управлении, с 1924 года — в правлении общества «Персазнефть». В последующие годы был заведующим юридической частью бюро при арендно-эксплуатационном отделе Бакинского совета. Умер в 1933 году.